# 张纬晴
张纬晴（英語：Rachel Wai-Ching Cheung，1991年9月27日—）是一位香港古典音乐钢琴家。

## 生平
1991年出生于香港九龙，从四岁开始练习钢琴，父亲是钢琴教师。2001年进入香港演藝學院学习钢琴，师从黄懿伦。 后进入瑪利諾修院學校。2004年在莫斯科演出时得了脑膜炎，导致和管弦乐队的演出取消。2011年获得香港演藝學院学士学位。同年考入耶鲁音乐学院，获得耶鲁大学和香港赛马会奖学金，师从彼得·富兰克。 2013年获得该校硕士学位。

## 荣誉
2009年获得利兹国际钢琴比赛第五名。